# Luis Henry Molina Peña
Luis Henry Molina Peña (Santo Domingo, República Dominicana; 24 de agosto de 1967) es un jurista que se desempeña desde el año 2019 como presidente de la Suprema Corte de Justicia del Consejo del Poder Judicial de la República Dominicana. Es licenciado en Derecho de la Universidad Autónoma de Santo Domingo, con un posgrado en Derecho Constitucional de la Universidad Católica de Chile.  Fue director de la Escuela Nacional de la Judicatura, institución adscrita a la Suprema Corte de Justicia desde 1998 hasta 2010.
Desde 2012 a 2016 fue viceministro de la Presidencia de la República Dominicana. Luego fue designado director ejecutivo del Centro de Exportación e Inversión de la República Dominicana (CEI-RD). En 2018 fue designado Presidente del Consejo del Instituto Dominicano de Telecomunicaciones (INDOTEL).

## Vida personal
Hijo de Carmen Miledys Peña Castro y Luis Henry Molina. Es el segundo de cuatro hermanos. Esta casado con Paola Roa.
Ha vivido la mayor parte de su vida en República Dominicana, pero en su niñez emigró a Caracas, Venezuela durante seis años en compañía de su padre, quien tuvo que abandonar el país por persecuciones políticas en épocas del gobierno de Joaquín Balaguer. 

## Influencia política e inicios
Cuando era pequeño estuvo muy influenciado por la actividad sindical y política de su padre, a quien acompañaba cuando era secretario general de la Confederación Autónoma Sindical Cristiana (CASC), así como a las actividades de las reuniones del Instituto Nacional de la Formación Agraria Sindical (INFAS) y a los eventos de la Federación de Ligas Agrarias Cristianas (FEDELAC). Durante el período en que su padre se desempeñó como secretario general adjunto de la Confederación Latinoamericana de Trabajadores (CLAT) vivió el ambiente del sindicalismo latinoamericano y la efervescencia política de Venezuela.
En sus años de estudiante en la UASD, comenzó a militar en el Movimiento Estudiantil de Concientización (MEC), cuyo asesor era el padre Frenando de Arango, sacerdote jesuita.
En 2015 fue elegido como Director de Campaña del PLD en San Cristóbal, labor por la cual fue condecorado de manera meritoria por su gran logro del triunfo del PLD en dicha provincia en las elecciones del 2016.

## Carrera laboral y profesional
Su primer trabajo remunerado lo tuvo a los 18 años como oficinista en el Tribunal de Superior de Tierras y después en el Centro Dominicano de Asesorías e Investigaciones Legales (CEDAIL), una institución de la Conferencia del Episcopado Dominicano. 
Laboró como abogado asociado de la firma Pellerano & Herrera donde se desempeñó por un tiempo litigando; y posteriormente gestionando la división de Servicio de Cobros (Servicobros) de la firma.
Durante sus años en Pellerano & Herrera trabajó con Juan Manuel Pellerano en un trabajo de organización de la biblioteca de la oficina, las actividades de la Asociación Hipólito Herrera Billini y como miembro del Comité de Redacción de la Revista Estudios Jurídicos. 
Luego de seis años trabajando en Pellerano y Herrera, sus intereses sociales comenzaron a surgir de nuevo y decidió irse a Chile con su esposa y su hijo mayor, que en esa época tenía apenas dos años. Consiguió una beca del gobierno de dicho país para hacer su maestría de Derecho Constitucional en la Pontificia Universidad Católica de Chile. A su regreso, trabajó como consultor del Banco Mundial para el Comisionado de Apoyo a la Reforma y Modernización de la Justicia y luego pasó a ser su director ejecutivo.
Luego de esta experiencia, Juan Manuel Pellerano, que fungía como director de la entonces Escuela de la Magistratura, lo llevó como subdirector de la escuela. Unos dos meses después Pellerano tuvo que renunciar a su puesto porque la ley de Carrera judicial prohibía que el director de la escuela fuera un abogado en ejercicio, así que Luis Henry pasó a desempeñarse como director interino de la Escuela de la Magistratura hasta que la nueva ley estableció el cambio de Escuela de la Magistratura, por Escuela Nacional de la Judicatura y se llamó a un concurso público de oposición para la elección del director, del cual Henry Molina resultó ganador.
Se ha desempeñado como director ejecutivo de la Comisión de Implementación de la Reforma Procesal Penal (CONAEJ), se ha desempeñado también como el primer secretario general de la Red Iberoamericana de Escuelas Judiciales (RIAEJ), creada por la Cumbre de Presidentes de Tribunales y Cortes Supremas de Justicia de Iberoamerica; ha contribuido a la creación de las redes de escuelas judiciales de los estados mexicanos (REJEM) y las provincias argentinas REFELJAR, en el marco del Proyecto Euro Social de la Unión Europea; y se desempeñó también como coordinador del Proyecto E-justicia: la justicia en la sociedad del conocimiento, de la Cumbre Judicial Iberoamericana. Tras 12 años consecutivos como director de la Escuela Nacional de la Judicatura en diciembre del año 2010 puso fin a sus funciones y fue reemplazado por la Dra. Gervasia Valenzuela Sosa.

## Experiencia como docente
Se he desempeñado como profesor en la Pontificia Universidad Católica Madre y Maestra, de las materias de Historia del Derecho, Introducción al Derecho, Derecho Comparado a nivel de licenciatura, así como Derecho Constitucional, en el grado de maestría para la Universidad Iberoamericana (UNIBE).

## Indotel
Tras su designación como presidente del Instituto Dominicano de Telecomunicaciones (INDOTEL), Molina impulsó la elaboración y presentación de la Carta de derechos y deberes de los usuarios de servicios públicos de telecomunicaciones[1]. Este documento contó con el respaldo de organismos multilaterales y académicos, como el Instituto Tecnológico de Santo Domingo (INTEC), el Programa de las Naciones Unidas para el Desarrollo (PNUD), la Unión Internacional de Telecomunicaciones (UIT) y el Centro de Gobernabilidad y Gerencia Social, así como con la asesoría de Cambridge International Consulting.
[1] https://acento.com.do/actualidad/indotel-presento-carta-derechos-deberes-usuarios-los-compromisos-regulatorios-las-telecomunicaciones-8624737.html

## Suprema Corte de Justicia
El 1 de marzo de 2019, el Instituto Tecnológico de Santo Domingo (INTEC) propuso al Consejo Nacional de la Magistratura a Luis Henry Molina Peña como miembro de la Suprema Corte de Justicia.
Luis Henry Molina es elegido el 4 de abril del 2019 como presidente de la Suprema Corte de Justicia y juramentado por el presidente Danilo Medina el 5 de abril de 2019.

### Manejo de la crisis de COVID-19
Durante la pandemia de COVID-19, en la gestión de Luis Henry Molina como presidente de la Suprema Corte de Justicia, se implementaron medidas orientadas a la protección sanitaria y a la modernización del sistema judicial dominicano. Estas acciones estuvieron dirigidas principalmente a reducir riesgos sanitarios, mejorar la eficiencia judicial y asegurar la continuidad operativa del Poder Judicial en medio de la crisis.
Se aceleró la digitalización del sistema judicial, implementando audiencias virtuales[1] y trámites electrónicos[2] para evitar paralizaciones y reducir la acumulación de casos pendientes, conocidos como mora judicial.
Se autorizó temporalmente el cambio a prisión domiciliaria para reclusos vulnerables ante el COVID-19, específicamente personas mayores de 60 años y aquellas con enfermedades crónicas[3], con el objetivo de proteger su salud y reducir el riesgo de contagios masivos en centros penitenciarios.
También durante la crisis de la pandemia, se implementaron protocolos específicos para agilizar la atención judicial a víctimas de violencia de género e intrafamiliar[4], incluyendo medidas especiales para acelerar procesos y resoluciones judiciales en estos casos.
[1] https://www.diariolibre.com/actualidad/justicia/decanos-de-las-principales-escuelas-de-derecho-estan-a-favor-de-las-audiencias-virtuales-KK20197940
[2] https://www.diariodigital.com.do/2020/07/09/poder-judicial-hace-publico-rol-de-audiencias-de-los-tribunales-en-una-plataforma-web.html/?srsltid=AfmBOopPwXZk-QHH0-jFPZfy7Ln3hkB80G6ZqgltDckF-L39QOVWKEnS
[3] https://pgr.gob.do/procuraduria-solicita-al-cpj-habilitacion-jueces-para-conocer-cambios-provisionales-en-cumplimiento-de-penas-de-adultos-mayores-y-enfermos-riesgo-coronavirus/
[4] https://www.diariolibre.com/actualidad/embajadora-de-estados-unidos-felicita-a-luis-molina-por-acciones-contra-violencia-intrafamiliar-DC16276445

### Reducción de la mora judicial
La reducción de la mora judicial[1] es uno de los principales objetivos estratégicos de Luis Henry Molina frente a la Suprema Corte de Justicia. Entre junio de 2019 y noviembre de 2024, la Suprema Corte resolvió un total de 47,980 casos acumulados históricamente, mostrando un notable avance en la eficiencia judicial.
Con la nueva Ley 2-23 sobre recurso de casación[2], se introdujeron mecanismos que permitieron reducir significativamente los tiempos procesales. En concreto, se logró bajar el plazo promedio para completar un expediente y tramitarlo a la sala correspondiente, pasando de aproximadamente dos años a solo 27 días.
El artículo 78 de la Ley 2-23 eliminó la posibilidad de un tercer reenvío del recurso hacia las cortes de apelación, permitiendo a la Suprema Corte conocer y decidir estos casos de manera definitiva, acelerando así las resoluciones judiciales.
En 2023, del total de 11,268 casos ingresados en la Suprema Corte, el 98% fue resuelto, quedando solo 561 pendientes. La Segunda Sala Penal resolvió todos los casos en un máximo de seis meses, una mejora sustancial considerando que en 2019 había casos pendientes desde 1982.
A diciembre de 2024, el porcentaje de cortes de apelación al día aumentó del 37% al 72%, los tribunales de primera instancia pasaron de un 24% a un 64%, y los juzgados de paz mejoraron del 53% al 91%. En total, 500 de los 696 tribunales a nivel nacional (73%) se encontraban libres de mora judicial[1].
[1] https://www.elcaribe.com.do/destacado/luis-henry-molina-dara-prioridad-reducir-mora-judicial/
[2] https://hoy.com.do/henry-molina-pone-de-relieve-avances-del-poder-judicial/
[3] https://acento.com.do/actualidad/poder-judicial-celebra-avances-con-73-de-tribunales-al-dia-9441718.html

### Digitalización
Ante los desafíos impuestos por el COVID-19, Molina impulsó la digitalización acelerada del sistema judicial dominicano, que ha continuado durante toda su gestión[1]. Estas acciones se enmarcaron dentro del plan estratégico denominado Visión Justicia 20/24[2], que buscaba transformar la administración judicial mediante tecnología para agilizar los procesos y garantizar mayor transparencia.
Se logró que el 100% del Poder Judicial operara utilizando firma digital, acelerando trámites internos y aumentando la seguridad jurídica de los procesos. El siguiente objetivo planteado fue incorporar esta tecnología en la interacción con usuarios externos y demás actores del sistema judicial.
[1] https://www.diariolibre.com/actualidad/nacional/2023/02/10/las-metas-del-poder-judicial-para-el-2023/2223393
[2] https://www.google.com/url?q=https://cdn.com.do/destacados/presidente-scj-asegura-firma-electronica-agilizara-procesos-judiciales/&sa=D&source=editors&ust=1742306753141652&usg=AOvVaw14uBpqbUTKbStj90k_qgcP

### Portal de acceso
Se implementó una plataforma digital[1] que permite a más de 6,000 usuarios gestionar expedientes y realizar trámites judiciales en línea. Inicialmente disponible en la Primera y Tercera Sala de la Suprema Corte de Justicia, en el Tribunal Superior Administrativo y en todos los tribunales civiles, su expansión a nivel nacional y hacia otras materias sigue avanzando progresivamente.
[1] https://poderjudicial.gob.do/poder-judicial-pone-en-operacion-plataforma-acceso-digital-para-servicios-en-linea/

### Publicación digital de todas las sentencias de la Suprema Corte de Justicia
En el marco de su política de transparencia, la Suprema Corte de Justicia de República Dominicana, bajo la presidencia de Luis Henry Molina, puso a disposición pública la totalidad de sus sentencias mediante la publicación digital de los boletines judiciales emitidos desde 1910[1]. Este proyecto, realizado en cumplimiento del artículo 26 de la Ley núm. 25-91, supuso la indexación de más de 15,000 decisiones judiciales dictadas desde 2017, permitiendo su consulta abierta y organizada.
[1] https://www.diariolibre.com/actualidad/justicia/suprema-corte-pone-a-disposicion-del-publico-la-totalidad-de-sus-sentencias-IF23403586

## Enlaces relacionados
- Poder Judicial de la República Dominicana
- Página oficial de Henry Molina